# Charles André Pozzo di Borgo
Pour les autres membres de la famille, voir Famille Pozzo di Borgo.
Charles André, comte Pozzo di Borgo, né le 8 mars 1764 à Alata près d'Ajaccio et mort le 15 février 1842 à Paris, est un homme politique corse, devenu diplomate au service de la Russie ; il est notamment ambassadeur de Russie à Paris de 1814 à 1835.

## Biographie

### Jeunesse
Issu d'une famille de la noblesse corse (maintenue en 1774), né quatre ans avant que l'île devienne une possession française, il est éduqué à Pise.
Dans sa jeunesse, il est associé à Napoléon et Joseph Bonaparte, les deux familles étant à l'époque alliées politiques.

### La période de la Révolution française (1789-1799)
En 1789, Pozzo est un des deux délégués envoyés à l'Assemblée nationale constituante pour demander l'incorporation politique de la Corse à la France. Par la suite, il est député de la Corse à l'Assemblée législative, où il siège sur les bancs de la droite jusqu'aux événements d'août 1792.
À son retour en Corse, il est bien reçu par Pascal Paoli, mais se trouve désormais en opposition avec les frères Bonaparte, associés au parti jacobin. Pozzo est élu procureur-général-syndic, c'est-à-dire chef du gouvernement civil, alors que Paoli commande l'armée. Il refuse, comme Paoli, de se rendre à une convocation de la Convention. Sa rupture définitive avec les Bonaparte, qui soutiennent activement les autorités révolutionnaires, date de cette époque. Finalement, Pozzo et Paoli acceptent l'aide de la Grande-Bretagne et, de 1794 à 1796, à l'époque du protectorat anglais sur la Corse, Pozzo est président du Conseil d'État sous l'autorité du gouverneur Gilbert Eliott.
Quand Napoléon envoie des troupes pour occuper l'île, Pozzo est exclu de l'amnistie générale et se réfugie à Rome, mais les autorités françaises demandent son expulsion et ordonnent son arrestation en Italie du nord. En 1796, il émigre en Angleterre, sous la protection de sir Gilbert.
Il accompagne sir Gilbert lors d'une ambassade à Vienne, où il reste six ans et est bien reçu dans les cercles politiques de Minto ; en 1799, il accompagne Alexandre Souvorov dans sa campagne d'Italie.

### La période napoléonienne (1800-1814)
En 1804, grâce à l'influence du prince Adam Jerzy Czartoryski, alors ministre des Affaires étrangères de Russie, il entre au service de la diplomatie russe et est nommé conseiller d'État au conseil des affaires étrangères le 28 septembre 1805. Il est employé comme commissaire auprès des Anglo-Napolitains puis, en 1806, auprès de l'armée prussienne. Colonel d'intendance, il est chargé d'une mission importante à Constantinople en 1807, mais la conclusion de l'alliance entre le tsar Alexandre Ier et Napoléon à Tilsitt en juillet interrompt sa carrière, nécessitant sa retraite temporaire après la fin de sa mission en Turquie.
Il revient alors à Vienne, mais Napoléon demande son extradition et Metternich l'expulse de la capitale. Il trouve refuge à Londres, où il reste jusqu'en 1812. Lorsque Napoléon attaque la Russie, Pozzo est rappelé par Alexandre à l'Armée du Nord et participe à la campagne de 1813, témoin des batailles de Gross Bereen, Dennewitz et Leipzig. Il cherche à semer la discorde dans la maison Bonaparte et, en mission en Suède, il s'assure de la coopération de Bernadotte contre Napoléon.
À l'entrée des alliés dans Paris, il devient commissaire général du gouvernement provisoire.

### Ambassadeur de Russie à Paris (1814-1835)

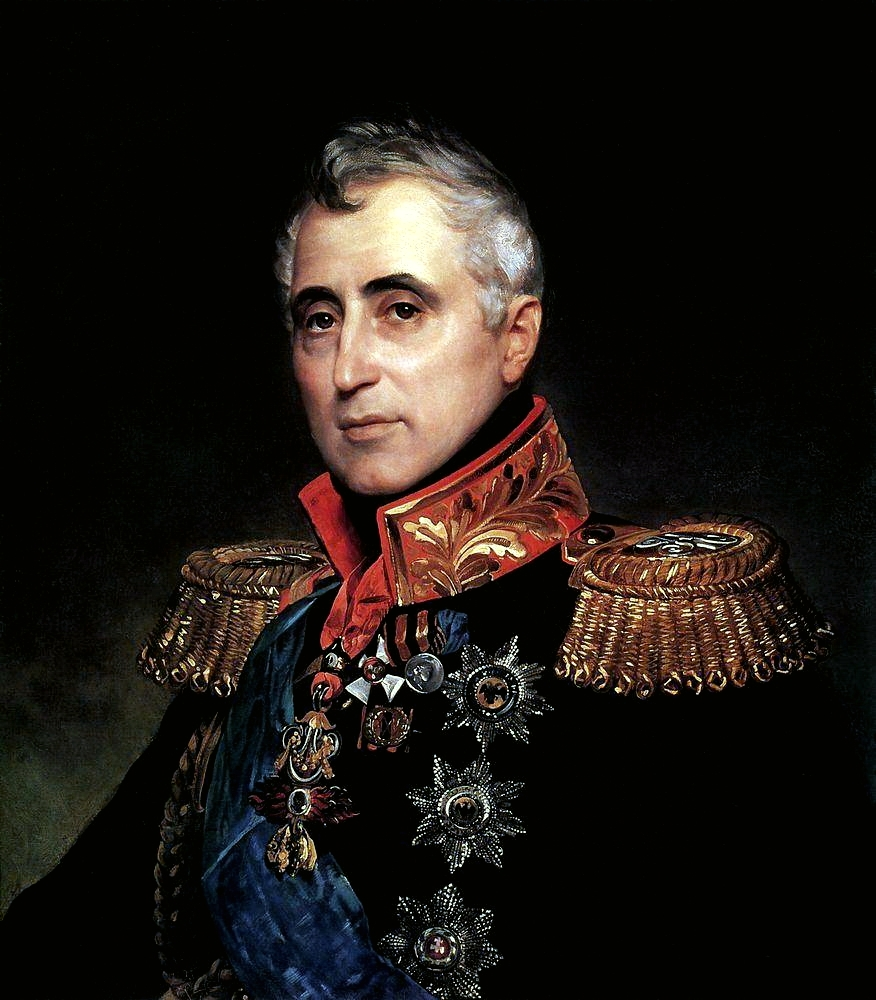
Portrait par Karl Brioullov, (1833—1835), Musée d'art Radichtchev (Saratov), Russie

À la Restauration de la maison de Bourbon, Pozzo di Borgo est nommé ambassadeur de Russie à Paris et tente de nouer une alliance entre le duc de Berry et la grande-duchesse Anna, sœur d'Alexandre.
Pozzo assiste au congrès de Vienne et, durant les Cent-Jours, il rejoint Louis XVIII en Belgique, où il reçoit pour consigne de discuter de la situation avec le duc de Wellington. Le tsar, suivant en cela ses tendances libérales, envisage d'accorder un appel au peuple de France sur le sujet de leur gouvernement, mais les suggestions de Pozzo en ce sens rencontrent une violente opposition, le duc refusant toute concession à l'égard de ce qu'il considère comme une rébellion, alors qu'à Saint-Pétersbourg, son attachement à la dynastie des Bourbons est considéré comme excessif.
Durant ses premières années de résidence à Paris, Pozzo travaille sans relâche à alléger le fardeau imposé à la France par les Alliés et à réduire la durée de l'occupation étrangère. Le gouvernement français lui propose le portefeuille des Affaires étrangères. Il soutient le parti modéré et le ministère du duc de Richelieu, ce qui lui vaut la méfiance et l'inimitié de Metternich, qui le tient pour responsable du renouveau de l'agitation libérale.
En 1818, il est fait comte et pair de France.
Son influence aux Tuileries décroit après l'accession au trône de Charles X, dont les tendances réactionnaires lui étaient depuis toujours désagréables.
Après la révolution de Juillet, quand le tsar Nicolas se montre réticent à reconnaître Louis Philippe, il réussit à éviter des difficultés avec la Russie.
En 1832, il visite Saint-Pétersbourg et, l'année suivante, se rend à Londres pour renouveler ses relations avec Wellington.

### Ambassadeur de Russie à Londres (1835-1839)

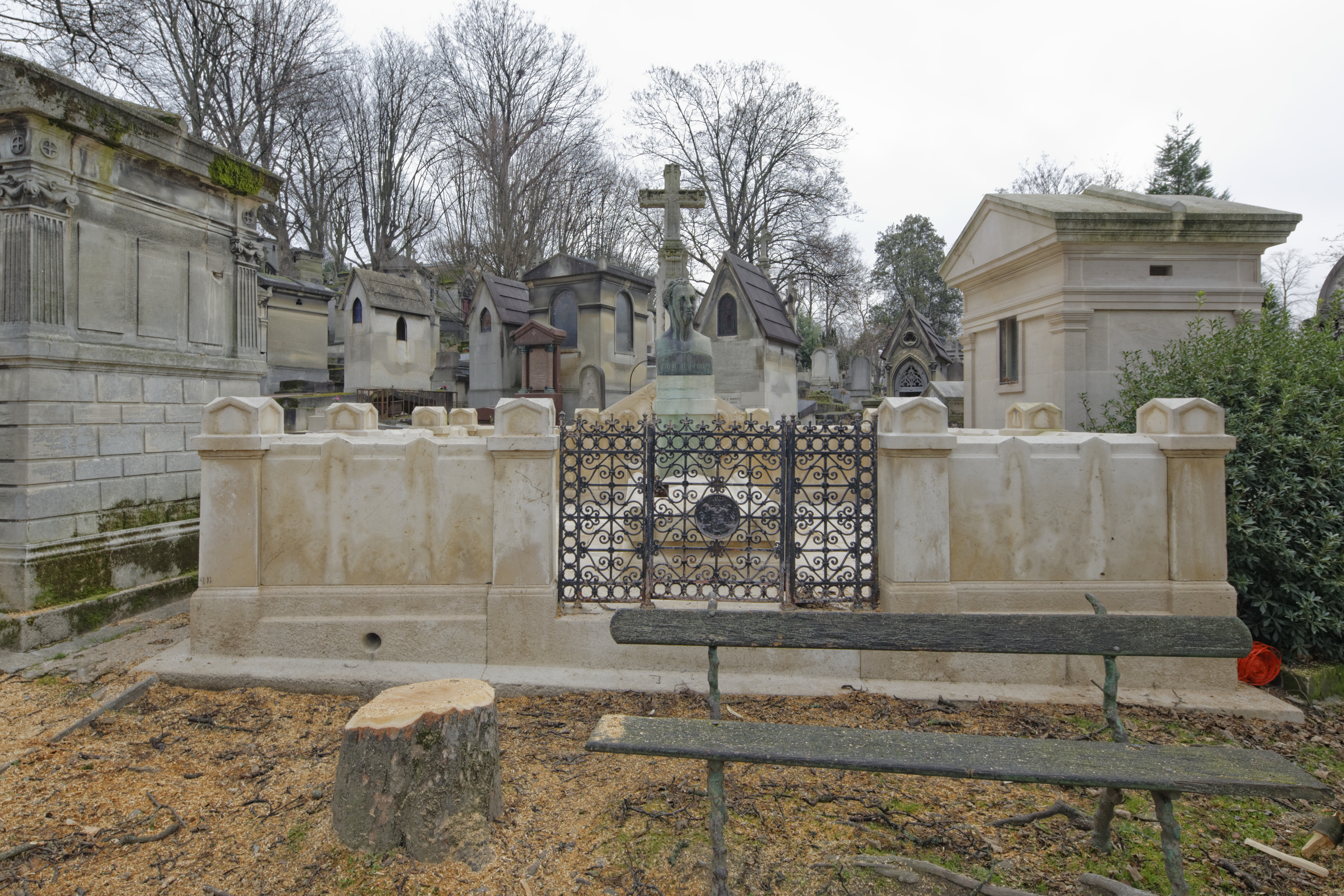
Tombe au cimetière du Père-Lachaise.

Au début de 1835, il est subitement transféré à l'ambassade de Londres, où il succède au prince Lieven. Pozzo est conscient que ce changement est dû à des manœuvres de factions du gouvernement impérial, qui le soupçonnent d'être favorable aux intérêts français.
À Londres, sa santé décline, et il se retire du service en 1839 pour passer le reste de ses jours à Paris.
Il est inhumé au cimetière du Père-Lachaise (57e division).